# حسين بصير
 حسين عبد البصير روائي وأثري مصري. حصل على درجة الليسانس في الآثار المصرية القديمة من جامعة القاهرة 1994. يعمل في المجلس الأعلى للآثار . نشر عددا من الروايات الأدبية التي تدور أحداثها في مصر الفرعونية، من بينها البحث عن خنوم والأحمر العجوز. يكتب عن الأدب والسينما والآثار. وهو باحث دكتوراه بجامعة جونز هوبكنز، بمدينة بالتيمور، ميريلاند، بالولايات المتحدة الأمريكية.